# A Will and a Way (film 1913)
A Will and a Way è un cortometraggio muto del 1913 diretto da Charles Brabin.
Ottavo episodio del serial cinematografico What Happened to Mary?, considerato il primo serial della storia del cinema girato negli Stati Uniti.

## Trama
Diventata stenografa pubblica, Mary viene incaricata dall'avvocato Foster di scrivere una lettera ad Abraham Darrow, dove gli si dice che il suo nuovo testamento è pronto per la firma ma che suo figlio Terence gli impedisce l'accesso a casa. Mary, allora, si offre di andare lei dal vecchio Darrow ma Terence, che l'ha vista insieme a Foster, la blocca prima che possa entrare in casa. Poi l'uomo entra in casa, si siede, accende una sigaretta e manda la vecchia governante a comprare una bottiglia di whiskey. Mentre ne aspetta il ritorno, si assopisce e la sigaretta gli cade di mano, dando fuoco al tappeto. Intanto Mary, appostata nel vicolo, all'uscita della governante, penetra in casa, mettendo però in allarme Terence che corre a fermarla. Dopo una lotta furibonda, Mary è costretta a ritirarsi in cortile ma poi, travestita e con il whiskey in mano, riesce a sfuggire a Terence e a raggiungere la stanza del vecchio Darrow, che firma il nuovo testamento. Terence questa volta giunge in ritardo e, furioso, attacca Mary, cercando di strapparle il documento ma ne viene impedito da un vigile del fuoco accorso a causa dell'incendio che ha ormai invaso la casa. Tra Terence e il pompiere, che prende in braccio Mary portandola giù dalla scala, nasce una furibonda lotta. Nel tentativo di dare un calcio al vigile del fuoco, Terence perde l'equilibrio cadendo. Mary si riprende presto e consegna il testamento firmato all'avvocato.

## Produzione
Il film fu prodotto dalla Edison Company.

## Distribuzione
Distribuito dalla General Film Company, il film - un cortometraggio in una bobina - uscì nelle sale cinematografiche statunitensi il 28 febbraio 1913.